# North Aulatsivik Island
North Aulatsivik Island är en ö i Kanada.   Den ligger i provinsen Newfoundland och Labrador, i den östra delen av landet, 1 800 km nordost om huvudstaden Ottawa. Arean är 128 kvadratkilometer.
Terrängen på North Aulatsivik Island är kuperad. Öns högsta punkt är 917 meter över havet. Den sträcker sig 19,9 kilometer i nord-sydlig riktning, och 14,3 kilometer i öst-västlig riktning.
Trakten runt North Aulatsivik Island består i huvudsak av gräsmarker. Trakten runt North Aulatsivik Island är nära nog obefolkad, med mindre än två invånare per kvadratkilometer.